# 帕蘭加利察峰

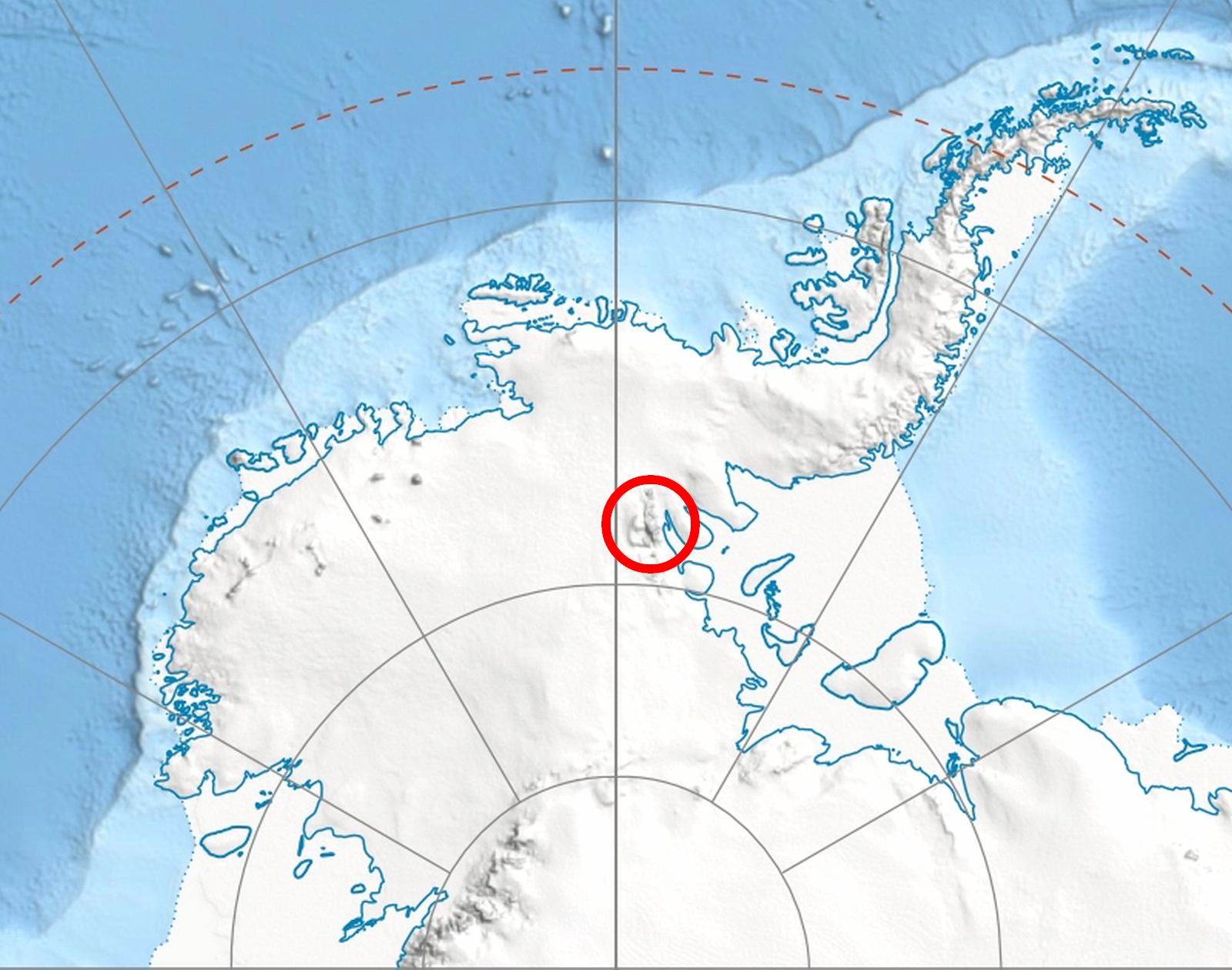

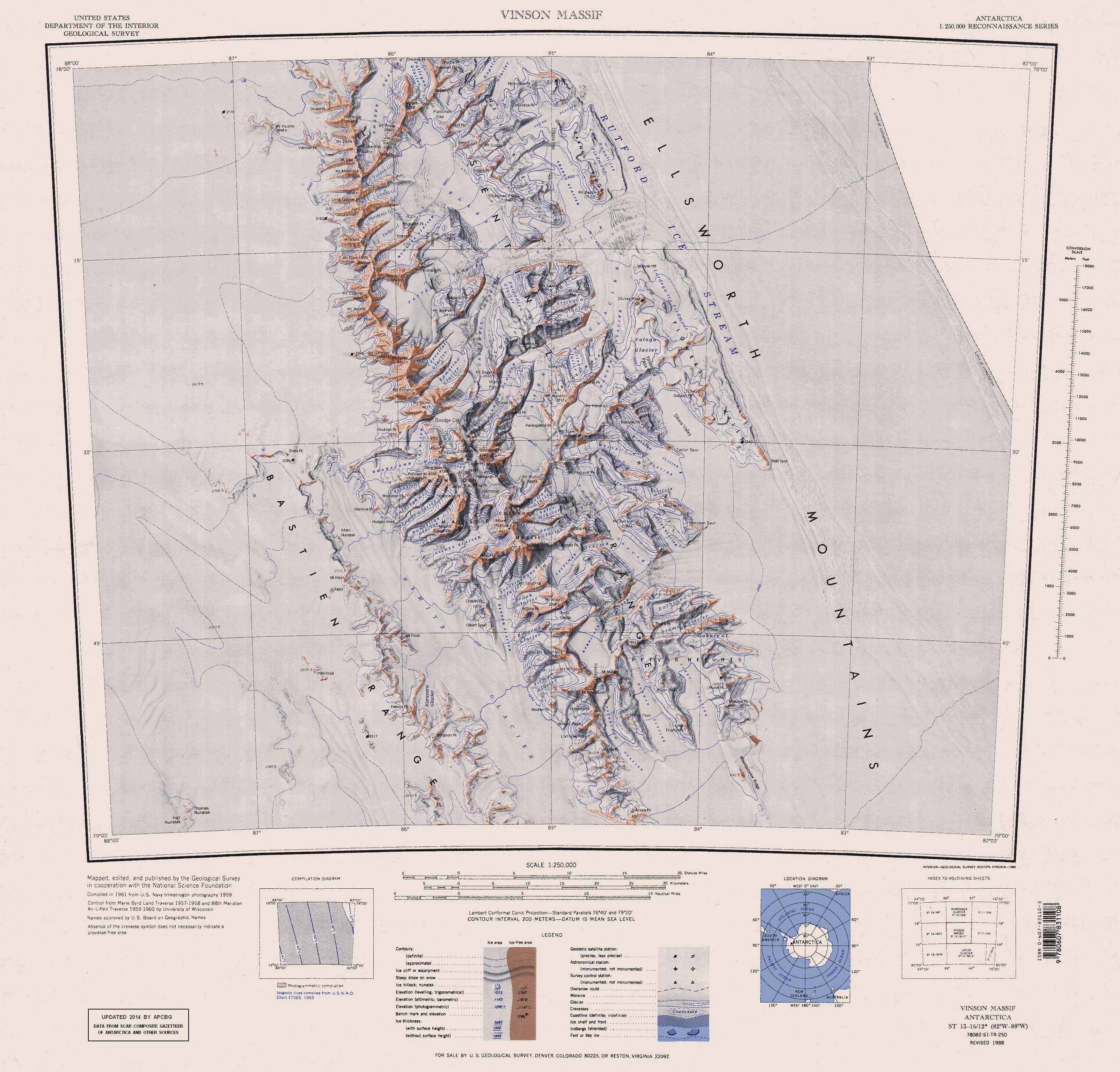

帕蘭加利察峰（英語：Parangalitsa Peak），是南極洲的山峰，位於埃爾斯沃思地，處於沃爾德倫山西南面4公里、塔克山西北面3.2公里和瓦南德峰以東6.7公里，屬於埃爾斯沃思山脈中森蒂納爾嶺的一部分，現時由南極條約體系管理。